# 韓宗道
韓宗道（1027年—1097年），字持正，北宋真定靈壽（今屬河北）人。
韓億之孫、韓綜之子。嘉祐四年（1059年）進士及第。熙寧初年，知巴州（今四川巴中市巴州區），改成都府路转运判官。入京任開封府判官，出京任提點河北西路刑獄，歷知蘆州、鳳翔府（今陝西鳳翔縣）、潞州。元祐三年（1088年），入京代理户部侍郎。元祐六年，改刑部，以寶文閣待制權知開封府。紹聖初年（1094年），知成都，改知瀛州。紹聖三年，知杭州，以疾請以舊職加通议大夫致仕。紹聖四年（1097年）七月十三日卒，年七十一。